# Djolempoum
 (mai 2017).
- Si vous ne connaissez pas le sujet, laissez ce bandeau (vous pouvez alors contacter les auteurs).
- Si vous supprimez le contenu mis en cause (vous pouvez préalablement contacter les auteurs),

argumentez précisément cette suppression dans la page de discussion
(un manque de référence n'est pas un argument ; une recherche réelle de référence doit avoir été effectuée, être formellement documentée).
 (mai 2017).
Si vous disposez d'ouvrages ou d'articles de référence ou si vous connaissez des sites web de qualité traitant du thème abordé ici, merci de compléter l'article en donnant les références utiles à sa vérifiabilité et en les liant à la section « Notes et références ».
Djolempoum est un village du Cameroun situé dans le département du Haut-Nyong et la région de l'Est, à 18 km de la commune Mindourou, sur la route qui relie Abong-Mbang à Lomié.

## Population
En 1966-1967, Djolempoum comptait 327 habitants, principalement des Ndjem (188), mais également des pygmées (139). À cette date, le village disposait d'un dispensaire et d'une école publique à cycle incomplet.
Lors du recensement de 2005, la population s'élevait à 572 personnes.

## Organisation sociale
Le village Djolempoum est administré par un chef de 3e degré nommé zeboulomo choisi par la communauté au sein des familles appelées à exercer coutumièrement le commandement traditionnel. La chefferie comprend : un chef de village, un sous-chef, un conseil des notables de huit membres, cooptés suivant leur sagesse.
Outre la chefferie de 3e degré, chaque lignage est administré par un chef de lignage. Leur pouvoir au sein de la communauté s’exerce quant à la gestion des conflits, la représentation du village auprès des autorités administratives et le maintien de la cohésion sociale. 
Le mouvement associatif est timide. Il n’existe pas assez d’associations dans le village, on peut citer AJED, l’association des jeunes de Djolempoum et le GIC ASPLAD des planteurs de Djolempoum. Toute personne peut y adhérer sans restriction. 

## Culture et histoire du village
Le village Djolempoum est constitué de quatre familles issues d’un même ancêtre du forgeron Mara. Il mit au monde quatre enfants : Pina, Mébèh, Mendom, Kèa qui fondèrent les quatre familles Djè Piné, Djè Mébèh, Djè Mendom et Djè Kèa. Ces quatre familles vécurent éparpillées en forêt. Un colonisateur allemand nommé Hollman, lors de ses tournées de conquête arriva au village Néméyong à quelques kilomètres du fief de commandement du Chef des quatre familles nommé Zeboulomo.  
Le Chef de Néméyong envoya une nouvelle au Chef Badjoho Zeboulomo, que le Blanc qui vient vers lui est cruel et méchant. Zeboulomo envoya à sa rencontre une délégation de personnes portant un cadeau de défense d’éléphant de sa part pour le colon Hollman. Le colon recommanda à Zeboulomo de rassembler ses populations à Djolempoum pour fonder ce village qui signifie « qui est sous les ordres du Blanc ».
Les Bantous de Djolempoum sont de l’ethnie Ndjem, du clan Kozimé et du lignage Badjoho’oh. 
Ces communautés s’expriment en Ndjem Kozimé et en badjoho'oh.

### Groupes ethniques et relations interethniques
Différents lignages ou clans se rencontrent dans le village Djolempoum, à savoir : djè piné, djè mébèh, djè mendom, djè kéa.
Les relations sont bonnes entre les quatre familles. Les relations de mariage entre les familles sont proscrites.
Au total, deux ethnies Baka (sept familles) et Bantou (cinq familles) se rencontrent dans le village Djolempoum. D’une manière générale, les relations entre ces différentes ethnies sont harmonieuses et leur cohabitation est pacifique, bien que la plupart vivent dans un esprit d’individualisme.
Les mariages entre les deux ethnies sont fréquents. Les conflits se règlent d’abord auprès du patriarche de chaque famille et en second ressort chez le chef de village en cas de crime ou de trouble à l’ordre public.

## Droit d’accès aux ressources naturelles
Pour accéder aux ressources naturelles dans le village, les populations locales procèdent de diverses manières à savoir : la coupe artisanale du bois, la collecte des produits forestiers non ligneux (PFNL), la chasse, la pêche et l'agriculture.
Les populations de Djolempoum vivent en étroite dépendance avec les ressources naturelles. Aussi la totalité de cette population estime ne pas avoir besoin d’une autorisation quelconque pour accéder aux ressources naturelles du village. La seule restriction présente concerne les non-résidents du village dont l’accès aux ressources naturelles reste interdit.

## Usages courants et systèmes traditionnels d’utilisations des ressources naturelles
D’une manière générale, les produits issus de l’exploitation des ressources naturelles (ressources agricoles, PFNL, faune sauvage, etc.) par les populations locales sont prioritairement destinés à la subsistance familiale. De nombreux PFNL sont utilises dans la pharmacopée traditionnelle, dans l’artisanat et/ou dans l'alimentation du ménage. Les produits issus de la coupe artisanale du bois par les populations locales sont uniquement destinés à la construction des maisons. Les PFNL exploités sont prioritairement destinés à la subsistance familiale.
Il existe quelquefois des situations de coupe illégale de bois d’œuvre dans le village, organisée par les populations locales. 

## Infrastructures sociales
Le village Djolempoum est très pauvre en termes d’infrastructures. Un aperçu du village présente des maisons en tôle, et la plupart des maisons en matériaux provisoires. La plupart des habitations n’ont pas de toilette. Les principales infrastructures sociales rencontrées dans le village sont : une école publique cycle complet, un foyer, une case de santé et une école maternelle communautaire. Une case de prière pour l’église catholique, un forage et une palmeraie communautaire.
Il faut tout de même noter qu'à Mballam, au campement Baka, il existe un centre préscolaire Baka et un forage. 

## Problèmes et potentialités du village
Les problèmes :
- la baisse rapide de la fertilité des sols cultivés ;
- le manque d’encadrement sur les façons culturales durables ;
- la mévente des produits agricoles ;
- analphabétisme des parents ;
- conflits de leadership
- la divagation des bêtes ;
- la faible production des animaux domestiques ;
- l'insuffisance d’eau potable ;
- la malnutrition ;
- la précarité des habitats ;
- l'insuffisance des moyens financiers ;
- la coupe illégale périodique de bois d’œuvre.

Les potentialités :
Dans les alternatives viables aux problèmes prioritaires de la communauté, en plus de l’agriculture, l’élevage, la chasse, la foresterie communautaire est l’une des solutions envisagées. Les étapes suivantes ont été franchies pour ce qui est du projet de forêt communautaire démarré en 2002 sous la conduite de l'ONG OAPIDE.